# 941 (szám)
A 941 (római számmal: CMXLI) egy természetes szám, prímszám.

## A szám a matematikában
A tízes számrendszerbeli 941-es a kettes számrendszerben 1110101101, a nyolcas számrendszerben 1655, a tizenhatos számrendszerben 3AD alakban írható fel.
A 941 páratlan szám, prímszám. Normálalakban a 9,41 · 102 szorzattal írható fel.
Mírp.
A 941 négyzete 885 481, köbe 833 237 621, négyzetgyöke 30,67572, köbgyöke 9,79933, reciproka 0,0010627. A 941 egység sugarú kör kerülete 5912,47737 egység, területe 2 781 820,604 területegység; a 941 egység sugarú gömb térfogata 3 490 257 585,1 térfogategység.
A 941 helyen az Euler-függvény helyettesítési értéke 940, a Möbius-függvényé −1.